# Рождественський сільський округ
Рожде́ственський сільський округ (каз. Рождественка ауылдық округі, рос. Рожлественский сельский округ) — адміністративна одиниця у складі Павлодарського району Павлодарської області Казахстану. Адміністративний центрт — село Розовка.
Населення — 2231 особа (2021; 2448 у 2009, 2861 у 1999, 2765 у 1989).
Станом на 1989 рік існувала Рождественська сільська рада (села Максимовка, Рождественка, Розовка).

## Склад
До складу округу входять такі населені пункти:
| Населений пункт    | Старі назви | Населення, осіб (1989) | Населення, осіб (1999) | Населення, осіб (2009) | Населення, осіб (2021) |
| ------------------ | ----------- | ---------------------- | ---------------------- | ---------------------- | ---------------------- |
| Максимовка, село   | -           | 350                    | 289                    | 175                    | 50                     |
| Рождественка, село | -           | 822                    | 870                    | 717                    | 698                    |
| Розовка, село      | -           | 1593                   | 1702                   | 1556                   | 1483                   |